# Rozali
A Rozali a Rozália név francia változatának a Rosalie-nak a magyar helyesírású változata.

## Rokon nevek
Rózsa, Róza és származékai, Riza, Rozália

## Gyakorisága
Az 1990-es és a 2000-es években nem volt anyakönyvezhető.

## Névnapok
- szeptember 4.